# مارتین وارساوسکای
مارتین وارساوسکای (انگلیسی: Martín Varsavsky؛ زادهٔ ۱۹۶۰ (۶۴–۶۵ سال)) کارآفرین اهل آرژانتین است، که در سال ۱۹۹۸ شرکت جازتل را تأسیس کرد.